# ماریوپل

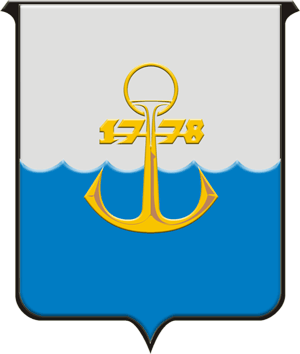
نشان شهر.

ماریوپل (روسی: Мариуполь) شهر بندری است در جنوب شرقی کشور اوکراین در کرانهٔ دریای آزوف واقع شده است.
این شهر در ساحل شمالی دریای آزوف در دهانه رودخانه کالمیوس در منطقه پریازویا واقع شده‌است. از نظر تقسیمات کشوری، ماریوپل در استان دونتسک واقع است و دومین شهر بزرگ این استان به‌شمار می‌آید.
این شهر در سال ۲۰۲۱ توسط ارتش روسیه به اشغال درامد.
ماریوپول از اوایل سدهٔ ۱۶ میلادی تحت عنوان دژ کالمیوس، یکی از دژهای نیروهای کازاک مشهور بود اما پس از مهاجرت یونانی‌های کریمه در سال‌های ۱۷۷۸ تا ۱۷۸۰ بود که این محل تبدیل به شهر شد.
ماریوپول را در گذشته و در زمان کمونیست‌ها به افتخار آندری ژدانف، شهر ژدانف می‌نامیدند. امروز ماریوپول یک مرکز صنعتی بزرگ و نیز یک مرکز دانشگاهی و تجاری محسوب می‌شود. ماریوپل نقشی کلیدی در صنعتی شدن اوکراین ایفا کرده‌است و تجارت غلات، متالورژی، و مهندسی سنگین، از جمله کارخانه فولاد و آهن ایلیچ و آزوفستال در آن از اهمیت برخوردار بود.

## تاریخ

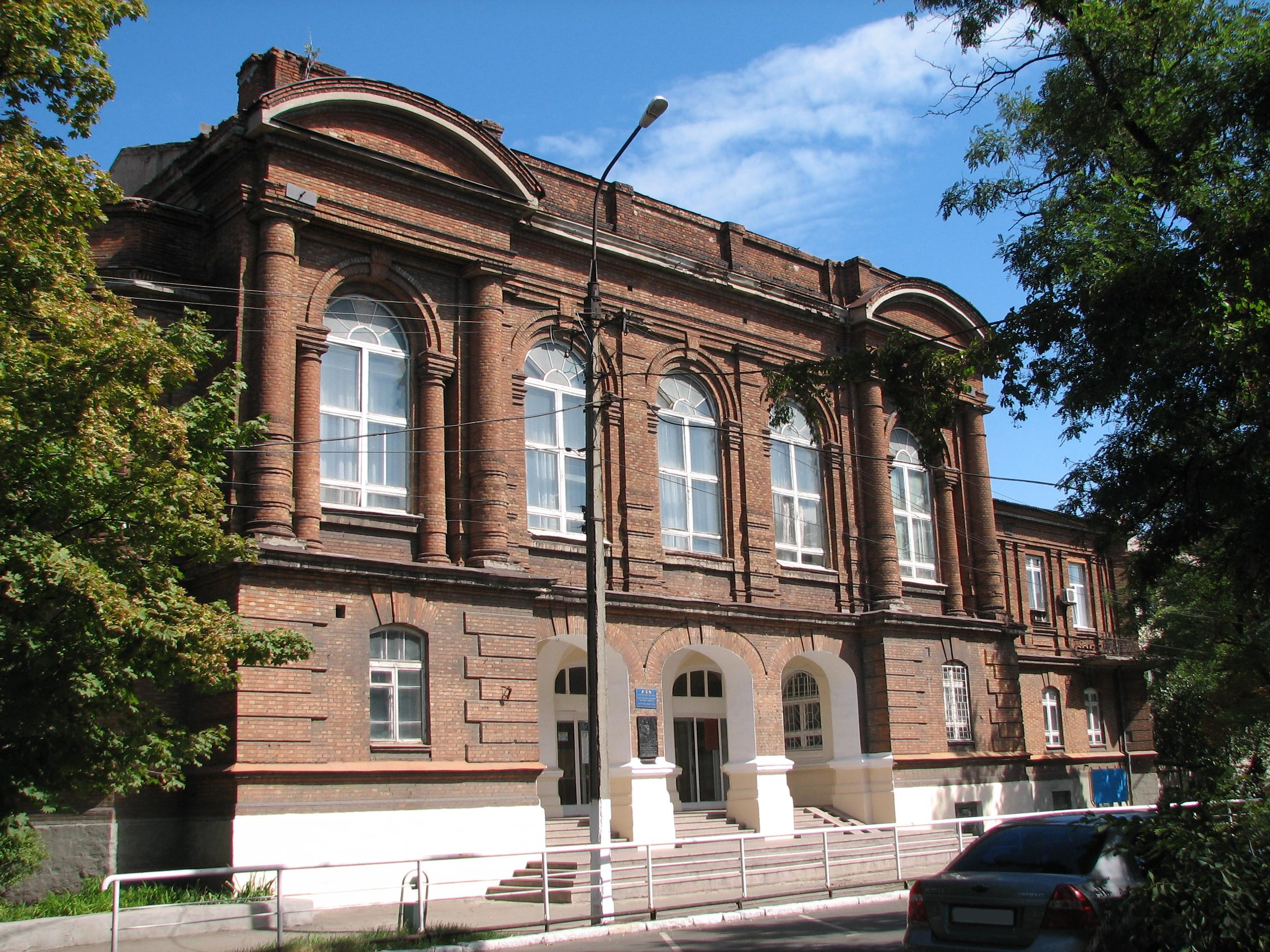
اولین سالن ورزشی ماریوپل در سال ۱۸۷۶ تأسیس شد

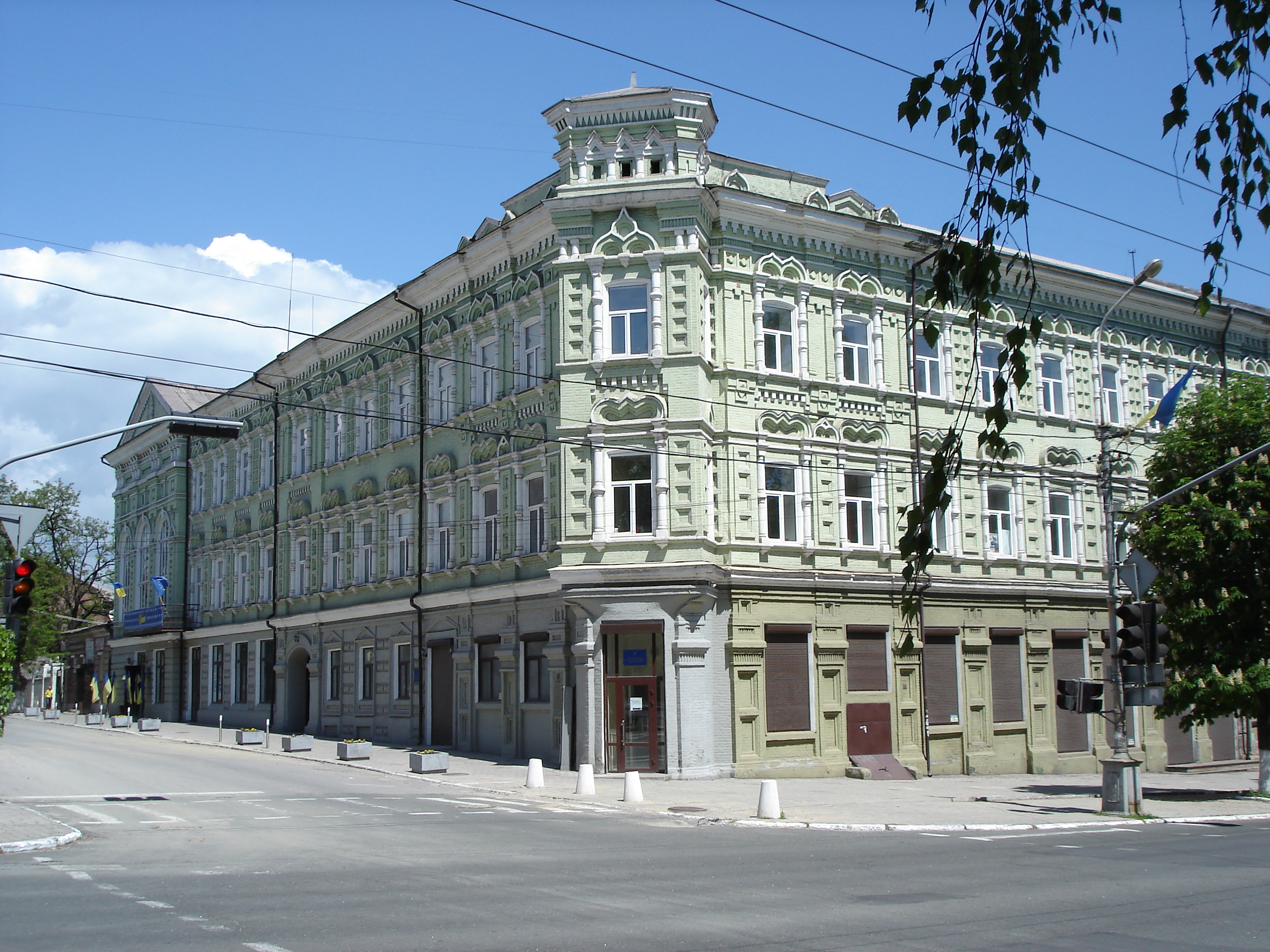
هتل کانتیننتال سابق

از سده دوازدهم تا شانزدهم میلادی، ماریوپل جزئی از منطقه وسیع‌تری بود که به دلیل درگیری شدید بین تاتارهای کریمه، اردوی نوقای و دوک‌نشین‌های بزرگ لیتوانی و مسکووی تا حد زیادی ویران و خالی از سکنه شد.. در اواسط قرن پانزدهم بخش اعظم منطقه شمال دریای سیاه و آزوف ضمیمه خانات کریمه شد و در زمره سرزمین‌های وابسته به امپراتوری عثمانی درآمد. در شرق رودخانه دنیپر، استپی متروک قرار داشت که تا دریای آزوف امتداد داشت. در اینجا کمبود آب، برپایی سکونت‌گاه‌های اولیه را دشوار می‌ساخت.
به دلیل قرار داشتن در نزدیکی مسیر موراوسکی ، اقوام زردپوست کریمه و نوقای برای برده‌گیری مکرراً به این منطقه حمله می‌کردند و قبایل تاتار نیز افراد حاضر در محل را غارت می‌کردند که این امر مانع از سکونت دائمی این منطقه شد و آن را کم جمعیت نگه داشت. محدوده ماریوپل در آن زمان یک سرزمین خالی از سکنه تحت حکومت تاتارها بود، از این رو آن را با عنوان دشت‌های وحشی یا «دشت‌های متروک» (در لاتین Campi Deserti) می‌شناختند.
در این منطقه از استپ‌های اوراسیا، کازاک‌ها به عنوان مردمی متمایز در اواخر قرن پانزدهم و اوایل قرن شانزدهم ظهور کردند. پایین‌تر از تنداب‌های دنیپر، قزاق‌های زاپوروژی قرار داشتند که زندگی آن‌ها از نوع شبانی و عشایری بود. قزاق‌ها همواره برای ماهیگیری و شکار و همچنین برای کشاورزی و گله داری به استپ نفوذ می‌کردند. مستقل بود این قزاق‌ها از قدرت دولتی و بزرگ‌زمین‌داران، تعداد زیادی از دهقانان و رعیت‌های فراری را از مملکت مشترک المنافع لهستان-لیتوانی و دوک‌نشین مسکو جذب خود کرد.
انزوای منطقه با پیمان قسطنطنیه در سال ۱۷۰۰ بیشتر شد، که مقرر می‌کرد در ساحل دریای آزوف تا دهانه رودخانه میوس هیچ شهرک یا استحکاماتی نباید وجود داشته باشد. در سال ۱۷۰۹، در پاسخ به اتحاد قزاق‌ها با سوئد علیه روسیه، پتر یکم، تزار روسیه، دستور تخریب منطقه مرکزی زاپوروژی به نام سیچ و اخراج کامل مردم از منطقه را بدون اجازه بازگشت صادر کرد. در سال ۱۷۳۳، روسیه برای یک لشکرکشی جدید علیه امپراتوری عثمانی آماده می‌شد و بنابراین اجازه بازگشت زاپوروژی‌ها را داد، اگرچه این سرزمین رسماً به عثمانی‌ها تعلق داشت.
بر اساس توافق‌نامه لوبنی در سال ۱۷۳۴، زاپروژی‌ها تمام زمین‌های سابق خود را پس گرفتند. در مقابل، آنها مجبور شدند در زمان جنگ در ارتش روسیه خدمت کنند. آنها همچنین مجاز به ساختن یک دژ چوبی جدید در کنار رود دنیپر به نام سیچ نو شدند.
پس از سال ۱۷۳۶، قزاق‌های زاپوروژی و کازاک‌های دن (که پایتخت آن‌ها در نووازوفسک بود) بر سر این منطقه با هم درگیر شدند و در نتیجه تزارینا الیزابت در سال ۱۷۴۶ فرمانی صادر کرد که رودخانه کالمیوس را به عنوان مرز بین دو گروه قزاق تعیین می‌کرد.
آخرین حمله تاتارها، که در سال ۱۷۶۹ آغاز شد، منطقه وسیعی را تحت پوشش قرار داد و استحکامات کالمیوس را ویران کرد و تمام اقامتگاه‌های زمستانی قزاق‌ها را سوزاند. در سال ۱۷۷۰، دولت روسیه منتظر پایان جنگ با عثمانی نماند و مرز خود با خانات کریمه را بیش از دویست کیلومتر به جنوب غربی منتقل کرد. این اقدام شروعی بود برای برپایی خط مستحکم دنیپر (از مکان‌های امروزی زاپوریژیا تا نوووپتروفکا امتداد می‌یابد)، و در نتیجه زمینه ادعای مالکیت روسیه بر منطقه، از جمله محل ماریوپل آینده، فراهم شد.